# Долиновцы
Долиновцы (укр. Долинівці) — село в Красиловском районе Хмельницкой области Украины.
Население по переписи 2001 года составляло 83 человека. Почтовый индекс — 31021. Телефонный код — 3855. Занимает площадь 0,81 км². Код КОАТУУ — 6822781402.

## История
В 1946 г. указом ПВС УССР село Подлящики переименовано в Долиновцы.

## Местный совет
31021, Хмельницкая обл., Красиловский р-н, с. Великая Салиха, ул. Ленина, 15